# Хейфец, Лазарь Соломонович
Ла́зарь Соломо́нович Хе́йфец (род. 2 августа 1946, Клинцы, Брянская область, СССР) — советский и российский историк. Доктор исторических наук, профессор. Специалист по новейшей истории Латинской Америки, в частности, местных левых движений.

## Биография
Детство и юность провёл в Ленинграде. Служил в Советской армии. В 1972 году окончил Ленинградский государственный педагогический институт.
С 1972 по 2002 годы работал во Всесоюзном (с 1991 года — Всероссийском) институте повышения квалификации руководящих работников и специалистов профессионально-технического образования: методистом, заведующим кабинетом, старшим преподавателем, доцентом, деканом факультета, заведующим кафедрой гуманитарных дисциплин.
С 1999 года по настоящее время — ведущий научный сотрудник Института Латинской Америки РАН, советник директора института, представитель ИЛА РАН в Санкт-Петербурге. Одновременно с 2002 года преподаёт на факультете международных отношений Петербургского университета (доцент, с 2008 — профессор кафедры теории и истории международных отношений, с 2010 — профессор кафедры американских исследований); с 2003 — также научный руководитель кабинета ибероамериканской документации. С 2008 г. — член Учёного Совета факультета и член диссертационного совета при СПбГУ.
С 2008 года преподает в ленинградской области ГИЭФПТ Историю России. 
Сын, В. Л. Хейфец (род. 1972) — также историк-латиноамериканист, профессор СПбГУ.

## Научная деятельность
В 1978 году защитил кандидатскую диссертацию «Установление и развитие интернациональных связей компартий стран Латинской Америки (1918—1929 гг.)», в 2007 году — докторскую «Формирование и эволюция связей III Интернационала и латиноамериканского коммунистического движения (1918—1929 гг.)».
Сфера научных интересов:
- История стран Латинской Америки и международных отношений.
- История Коммунистического Интернационала.
- История латиноамериканской герильи.
- Проблемы международного терроризма.
- Политические процессы в Новом Свете.

Участвовал в международных научных конгрессах и конференциях. Является членом Научного совета по исследованиям ибероамериканских проблем при Отделении общественных наук РАН, членом правления и координатором петербургской организации Ассоциации исследователей ибероамериканского мира (АИИМ), членом бюро секции латиноамериканистики РАМИ. Входит в состав редакционных советов журналов «The International Newsletter of Historical Studies on Comintern, Communism and Stalinism» (Koln, Germany), «Латинская Америка» (Москва), «Izquierdas» (Santiago de Chile), альманаха Центра американских исследований ВолГУ «Americana» (Волгоград).

## Награды и признание
- Заслуженный работник высшей школы Российской Федерации (1996)[3].

## Список основных публикаций
1. Хейфец В.Л., Хейфец Л.С. Дорога в Буэнос-Айрес. История подготовки Первой конференции компартий Латинской Америки // ЛАТИНСКАЯ АМЕРИКА, 2014. — № 7. — С. 52-73
2. Jeifets V., Jeifets L. La Internacional Comunista y la izquierda argentina: primeros encuentros y desencuentros // Archivos de historia del movimiento obrero y la izquierda, 2014. — № 5. — P. 71-92
3. Jeifets L., Jeifets V. La Internacional Comunista y la izquierda argentina: los primeros encuentros y desencuentros // Archivos de historia del movimiento obrero y la izquierda, 2014. — № 5. — P. 71-92
4. Víctor L. Jeifets, Lazar S. Jeifets “« Discúlpanos, Mario: te hemos engañado », - eran las palabras del Ché. La entrevista con Mario Monje Molina” // Pacarina del Sur:Revista de Pensamiento Crítico Latinoamericano, 2014. — № núm. 21, octubre-diciembre.
5. Андреев Антон Сергеевич Коммунистическая партия Уругвая между X и XI съездом (1927-1930) // Россия и Ибероамерика в глобализирующемся мире: история  и перспективы, 2014. — Vol. 1, — P. 263-270
6. Jeifets V., Jeifets L. Jaime Nevarez y la fundación del movimiento comunista y antiimperialista en Puerto Rico // Pacarina del Sur:Revista de Pensamiento Crítico Latinoamericano, 2014. — № núm. 21, octubre-diciembre, 2014.
7. Хейфец В.Л., Хейфец Л.С. Празднование Х-летия Октябрьской революции и развитие латиноамериканского революционного движения // Латиноамериканский исторический альманах. 2014. — T. 14, — № 14. — С. 266-291
8. Хейфец В.Л., Хейфец Л.С. Латиноамериканские левые на пути к Народному фронту в 30-е годы XX в // ЛАТИНСКАЯ АМЕРИКА, 2014. — № 5. — С. 57-75
9. «Дефицит» стратегии США в отношении Латинской Америки / Лексютина Яна Валерьевна, Хейфец Виктор Лазаревич, Хейфец Лазарь Соломонович // Вызовы и дилеммы внешней политики США в начале XXI в.: региональные аспекты. — Санкт-Петербург: Скифия-принт, 2014. — 216 стр., 82-104 С.
10. Jeifets V., Jeifets L. La historia no contada del Partido Comunista de Cuba: desde el mellismo hacia el castrismo // Pacarina del Sur:Revista de Pensamiento Crítico Latinoamericano, 2014. — № núm. 19, abril-junio.
11. Хейфец В.Л., Хейфец Л.С. Латиноамериканское левое движение в свете документов Коминтерна // КЛИО, 2014. — № 1 (85). — С. 20-33
12. Внешняя политика Мексики в XXI в. в поисках новой парадигмы / Хейфец В.Л., Хейфец Л.С. // Современная внешняя политика левых. — Санкт-Петербург: Полторак, 2014. — 252 стр., 216-226. P.
13. Внешняя политика Кубы в XXI в.: антиимпериалистическая политика в рамках геополитической реальности / Хейфец В.Л., Хейфец Л.С. // Современная внешняя политика левых. — Санкт-Петербург: Полторак, 2014. — 252 стр., 227-241 P.
14. Хейфец В.Л., Хейфец Л.С. Наступит ли эра сукре? Южная Америка на пути к единой валюте // ЛАТИНСКАЯ АМЕРИКА, 2013. — № 7. — С. 21-35
15. Криминализация общества и рост насилия / Хейфец В.Л., Хейфец Л.С. // Мексика: парадоксы модернизации. — Москва: Институт Латинской Америки РАН, 2013.
16. Хейфец В.Л., Хейфец Л.С. Кадровая школа без кадров // ЛАТИНСКАЯ АМЕРИКА, 2013. — № 11. — С. 84-96
17. Jeifets V., Jeifets L. El Partido Comunista y la III Internacional. La mision de Williams y el nacimiento del penelonismo. — Mexico: Nostromo Ediciones, 2013. — 333 ps. P.
18. Хейфец В.Л., Хейфец Л.С. Насилие в Мексике: успехи и неудачи правоконсервативного кабинета первой декады XXI в. // КЛИО, 2013. — № 7. — P. 143-147
19. В.Л.Хейфец, Л.С.Хейфец Последний бой подполковника Чавеса // МИРОВАЯ ЭКОНОМИКА И МЕЖДУНАРОДНЫЕ ОТНОШЕНИЯ, 2013. — № 8. — С. 110-114
20. Хейфец В.Л., Хейфец Л.С. Мексика-2012. Реконфигурация партийно-политического лагеря. // Ибероамериканские тетради. — г. Москва, — 2013. — С. 379-400
21. Jeifets L., Jeifets V. Haya de la Torre, la Comintern y el Perú: Acercamientos y desencuentros // Pacarina del Sur:Revista de Pensamiento Crítico Latinoamericano, 2013. — № 16 (julio-septiembre).
22. Хейфец В.Л., Хейфец Л.С. Цена единства. Левое движение Мексики в свете новых документов и материалов // ЛАТИНСКАЯ АМЕРИКА, 2012. — № 12. — С. 97-102
23. Хейфец В.Л., Хейфец Л.С. The “International of Moscow” or the “International of Buenos Aires”? The Comintern and the Paraguayan Communist Party // The International Newsletter of Communist Studies Online, 2012. — Vol. XVIII, — № 25. — P. 123-136
24. Хейфец В.Л., Хейфец Л.С. «Прыжок с Кюрасао» и ликвидация Венесуэльской революционной партии // ЛАТИНСКАЯ АМЕРИКА, 2012. — № 7. — С. 58-79
25. Хейфец В.Л., Хейфец Л.С. Предтечи. Размышления о предыстории Коммунистической партии Венесуэлы // ЛАТИНСКАЯ АМЕРИКА, 2012. — № 3. — С. 44-61
26. Хейфец В.Л., Хейфец Л.С. "Человек, обладающий политическими способностями". Штрихи к портрету И.Р.Григулевича. // ИСТОРИЧЕСКИЙ АРХИВ, 2012. — № 1. — С. 63-79
27. Jeifets V., Jeifets L. Hacia la revolucion centroamericana: la Comintern y la creacion del comunismo centroamericano // Pacarina del Sur:Revista de Pensamiento Crítico Latinoamericano, 2012. — № 10.
28. Хейфец В.Л., Хейфец Л.С. Хорхе Виво д'Эското. Штрихи к портрету // История в современном мире: актуальные проблемы изучения и преподавания: Сборник научных трудов памяти В.К.Фураева и Ю.В.Егорова — г. Санкт-Петербург, — 2012.
29. Хейфец В.Л., Хейфец Л.С. Формирование и развитие латиноамериканского левого движения в 1918-1929 гг. Том 2. Латиноамериканские коммунисты между многообразием и унификацией.. — Санкт-Петербург: ГУАП, 2012. — T. 2, — 322 С.
30. Хейфец В.Л., Хейфец Л.С. Формирование и развитие латиноамериканского левого движения в 1918-1929 гг.: В 2 т. Том 1. Рождение первых компартий.. — Санкт-Петербург: ГУАП, 2012. — T. 1, — 390 С.
31. Хейфец В.Л., Хейфец Л.С. Возвращение в парк Юрского периода. Размышления о мексиканской электоральной математике-2 // ЛАТИНСКАЯ АМЕРИКА, 2012. — № 10. — С. 4-27
32. Хейфец В.Л., Хейфец Л.С. МИССИЯ МИХАИЛА БОРОДИНА В ЗАПАДНОМ ПОЛУШАРИИ В 1919-1920 ГГ. И ФОРМИРОВАНИЕ КОММУНИСТИЧЕСКОЙ ПАРТИИ ИСПАНИИ // История. Электронный научно-образовательный журнал, 2011. — № 8. — С. 37-38
33. Хейфец В.Л., Хейфец Л.С. ПОЛИТИКА ПО ЛОБАЧЕВСКОМУ. НОВЫЕ ИЗМЕРЕНИЯ ЛАТИНОАМЕРИКАНСКОЙ ПОЛИТИКИ // ЛАТИНСКАЯ АМЕРИКА, 2011. — № 8. — С. 101-103
34. Хейфец В.Л., Хейфец Л.С. АЙЯ ДЕ ЛА ТОРРЕ - ЛАТИНОАМЕРИКАНСКИЙ КОММУНИСТ? // История. Электронный научно-образовательный журнал, 2011. — № 6. — С. 14-15
35. Хейфец В.Л., Хейфец Л.С. Умалы немало. Перу между рынком и этатизмом. // ЛАТИНСКАЯ АМЕРИКА, 2011. — № 9. — С. 44-62
36. Хейфец В.Л., Хейфец Л.С. «МЫ ВСЕ ИЗ ФЕДЕ» // ЛАТИНСКАЯ АМЕРИКА, 2011. — № 6. — С. 98-102
37. Хейфец В.Л., Хейфец Л.С. ЗАБЫТЫЙ ГЕНСЕК ОЧЕРК ПОЛИТИЧЕСКОЙ БИОГРАФИИ ХОРХЕ ВИВО Д'ЭСКОТО // ЛАТИНСКАЯ АМЕРИКА, 2011. — № 4. — С. 60-83
38. Хейфец В.Л., Хейфец Л.С. Электоральный цикл 2009-2010 гг. в Латинской Америке: изменение политической конфигурации континента? // Россия и мир после мирового кризиса: новые вызовы, новые возможности? Латинская Америка в посткризисный период: новые вызовы и новые перспективы. Материалы VI конгресса РАМИ. — г. Москва, — 2011.
39. Хейфец В.Л., Хейфец Л.С. Джеймс Хартфилд, он же Хайме Неварес Сагер. Штрихи биографии основате-ля первой пуэрто-риканской коммунистической партии // Личность в истории в эпоху Нового и новейшего времени. Материалы международной научной конференции. — г. СПб, — 2011. — С. 233-240
40. Jeifets, LazarJeifets, Victor Los archivos rusos revelan secretos: El movimiento de la izquierda latinoamericana a la luz de los documentos de la Internacional Comunista // Anuario Americanista Europeo, 2010. — № 8.
41. Kheifets V., Kheifets L. The Mexican Link in Spanish Communism. Michael Borodin’s Mission to the Western Hemisphere 1919-1920 and the Creation of the Communist Party of Spain // The International Newsletter of Communist Studies Online, 2010. — Vol. 16, — № 23. — P. 79-88
42. Хейфец В.Л., Хейфец Л.С., Северинов К.М. Новейшая история. Учебник для 9-го класса средней школы. — Москва: Вентана-Граф, 2010.
43. Хейфец В.Л., Хейфец Л.С. Дорога к безопасному миру? 15 лет восстанию сапатистов: итоги и уроки // Концепция "безопасности человека" (Human Security) в Канаде и России: сб.ст. / Редкол.: Курилла И.И. (отв. ред.) и др. — г. Волгоград, — 2010.
44. Хейфец В.Л., Хейфец Л.С. 100 ДНЕЙ И 100 ЛЕТ АНТОНИО ГИТЕРАСА // ЛАТИНСКАЯ АМЕРИКА, 2010. — № 4. — С. 103-107
45. Jeifets, LazarJeifets, Victor Los orígenes del Partido Comunista del Ecuador y la Tercera Internacional // Izquierdas, 2010. — № 6.
46. Хейфец В.Л., Хейфец Л.С. В Мадриде проездом. Миссия Михаила Бородина в Западном полушарии в 1919-1920 гг. и формирование Коммунистической партии Испании // Americana — г. Волгоград, — 2010. — T. Вып. 11. Сборник научных рудов, посвященный 60-летию доктора исторических наук, профессора Александра Ивановича Кубышкина, — С. 203-219
47. Хейфец В.Л., Хейфец Л.С. ТРИ ПИШЕМ, ДВЕНАДЦАТЬ - В УМЕ. РАЗМЫШЛЕНИЯ О МЕКСИКАНСКОЙ ЭЛЕКТОРАЛЬНОЙ МАТЕМАТИКЕ // ЛАТИНСКАЯ АМЕРИКА, 2010. — № 11. — С. 4-19
48. Хейфец В.Л., Хейфец Л.С. «ПРАВЫЙ ПОВОРОТ» В ЛАТИНСКОЙ АМЕРИКЕ: СЛУЧАЙНОСТЬ ИЛИ ТЕНДЕНЦИЯ? // ЛАТИНСКАЯ АМЕРИКА, 2010. — № 6. — С. 8-20
49. Хейфец В.Л., Хейфец Л.С. ЛИКВИДАЦИЯ ПРОШЛОГО: КОЛУМБИЯ - МОСКВА - КОЛУМБИЯ // ЛАТИНСКАЯ АМЕРИКА, 2010. — № 8. — С. 98-102
50. Jeifets, Lazar; Jeifets, Victor Comunismo en Cuba y México // Memoria - CEMOS (México. En línea), 2009. — № 239. — P. 54-59
51. Хейфец В.Л., Хейфец Л.С. Нет империализму!» У истоков Всеамериканской Антиимпериалистической лиги // Империи и империализм нового и новейшего времени — г. Санкт-Петербург, — 2009. — С. 324-335
52. Jeifets, Lazar; Jeifets, Victor El giro a la izquierda en America Latina y el nacimiento del nuevo bolivarianismo: las tradiciones de la Komintern y la actualidad // Revista CS, 2009. — Vol. 4, — P. 197-214
53. Хейфец В.Л., Хейфец Л.С. Новые шаги на пути исследования работы Коминтерна в Мексике // ЛАТИНСКАЯ АМЕРИКА, 2009. — № 10. — С. 102-107
54. Хейфец В.Л., Хейфец Л.С. От миссии Бородина до полпредства Александра Макара: развитие и разрыв дипломатических контактов между СССР и Мексикой // Под созвездиями Большой Медведицы и Южного креста. Российско-латиноамериканские отношения XVII-XXI веков. Материалы научно–практической конференции, Санкт-Петербург, 25 ноября 2008 г. — г. Санкт-Петербург, — 2009. — С. 98-106
55. Jeifets, Lazar; Jeifets, Victor Comunismo en Cuba y Mexico // Memoria - CEMOS (México. En línea), 2009. — № 240. — P. 62-69
56. Kheifets V., Kheifets L. Die Komintern und Argentinien in den Jahren 1919-1922. Die KP Argentiniens gegen die "argentinischen Lenins" // The International Newsletter of Communist Studies Online, 2009. — № 22.
57. Хейфец В.Л., Хейфец Л.С. Боливарийская идея: от Коминтерна до Уго Чавеса // Мировая политика: взгляд из будущего: материалы V конвента РАМИ. Под общ. ред. акад. А.Торкунова. — г. Москва, — 2009. — T. Том 7.1. Латинская Америка: перспективы развития в XXI в., — С. 133-142
58. Хейфец В.Л., Хейфец Л.С. Айя де ла Торре: неудавшийся альянс с Коминтерном // Проблемы международных отношений и региональной политики в условиях глобальных трансформаций. Сборник статей под общ. ред. Слинько А.А. — г. Воронеж, — 2009. — С. 25-32
59. Хейфец В.Л., Хейфец Л.С. На пути к широкому фронту: Коммунисты и формирование Всеамериканской Антиимпериалистической лиги // ЛАТИНСКАЯ АМЕРИКА, 2009. — № 8. — С. 43-60
60. Хейфец В.Л.Хейфец Л.С. КОМИНТЕРН И ФОРМИРОВАНИЕ КОМПАРТИИ КОЛУМБИИ // ЛАТИНСКАЯ АМЕРИКА, 2008. — № 5. — С. 41-61
61. Хейфец В.Л., Хейфец Л.С. Он хорошо разбирается в проблеме…» К истории написания М.Н.Роем тезисов по национально-колониальному вопросу для II конгресса Коминтерна // Восточный архив, 2008. — Vol. 17, — P. 89-98
62. Jeifets L., Jeifets V., Huber P. America Latina y la Internacional COmunista. Diccionario biografico. Ginebra: Instituto de Investigaciones sobre comunismo, 2004.
63. Хейфец Л.С. Латинская Америка в орбите Коминтерна. М.: ИЛА РАН, 2001.
64. Хейфец Л.С. Миссия Вильямса и рождение пенелонизма. СПб: Наука, 2005.